# Raimbeaucourt
Raimbeaucourt település Franciaországban, Nord megyében. Lakosainak száma 4012 fő (2022. január 1.). Raimbeaucourt Faumont, Leforest, Auby, Moncheaux, Râches és Roost-Warendin községekkel határos.

## Népesség
A település népessége az elmúlt években az alábbi módon változott:
| Lakosok száma | 4079 | 4056 | 4114 | 4002 | 4005 | 4008 | 4010 | 4015 | 4012 |
|               | 2013 | 2015 | 2016 | 2017 | 2018 | 2019 | 2020 | 2021 | 2022 |